# Australembiidae
Australembiidae zijn een familie van webspinners (Embioptera).

## Taxonomie
- Geslacht Australembia
  - Australembia incompta - Ross, 1963
  - Australembia rileyi - (Davis, 1940)
- Geslacht Metoligotoma
  - Metoligotoma anomala - Davis, 1938
  - Metoligotoma begae - Davis, 1938
  - Metoligotoma bidens - Davis, 1938
  - Metoligotoma biloba - Davis, 1938
  - Metoligotoma brevispina - Davis, 1938
    - Metoligotoma collina collina - Davis, 1938
    - Metoligotoma collina exigua - Davis, 1938

  - Metoligotoma convergens - Davis, 1938
  - Metoligotoma extorris - Davis, 1936
    - Metoligotoma illawarrae illawarrae - Davis, 1938
    - Metoligotoma illawarrae septentrionis - Davis, 1938
    - Metoligotoma illawarrae telocera - Davis, 1938

  - Metoligotoma intermedia - Davis, 1938
  - Metoligotoma minima - Davis, 1938
    - Metoligotoma minima var. victoriae - Davis, 1942

  - Metoligotoma pentanesiana - Davis, 1936
  - Metoligotoma pugionifer - Davis, 1938
    - Metoligotoma reducta reducta - Davis, 1936
    - Metoligotoma reducta ingens - Davis, 1936
    - Metoligotoma reducta acuta - Davis, 1942
    - Metoligotoma reducta subtropica - Davis, 1942

  - Metoligotoma tasmanica - Davis, 1938
    - Metoligotoma tasmanica bassiana - Davis, 1938